# Маябундер
Маябундер (также Мая Бундер; Mayabunder) — один из пяти административных районов (техсилов) округа Северный и Средний Андаман (англ. North and Middle Andaman district), входящего в состав индийской союзной территории Андаманских и Никобарских островов.
Располагается на острове Средний Андаман, архипелага Большой Андаман Андаманских островов.
Население Маябундера согласно индийской переписи населения 2001 года составляет 23 912 человек. Маябундер соединен с Порт-Блэром Андаманской магистральной дорогой. Помимо Порт-Блэра Маябундер единственный район, имеющий возможность принимать пассажирские лайнеры с материка. Также в Маябундер расположен Колледж имени Махатмы Ганди.